# Palaeoburmesebuthus
Genre
Palaeoburmesebuthus est un genre fossile de scorpions de la famille des Palaeoburmesebuthidae.

## Distribution
Les espèces de ce genre ont été découvertes dans de l'ambre de Birmanie. Elles datent du Crétacé.

## Liste des espèces
Selon World Spider Catalog 20.5 :
- † Palaeoburmesebuthus grimaldii Lourenço, 2002
- † Palaeoburmesebuthus knodeli Lourenço, 2018
- † Palaeoburmesebuthus longimanus Lourenço & Rossi, 2017
- † Palaeoburmesebuthus ohlhoffi Lourenço, 2015

## Publication originale
- Lourenço, 2002 : « The first scorpion fossil from the Cretaceous amber of Burmese (Burma). New implications

for the phylogeny of Buthoidea. » Comptes Rendus Palevol, vol. 1, p. 97–101.